# フランスパン

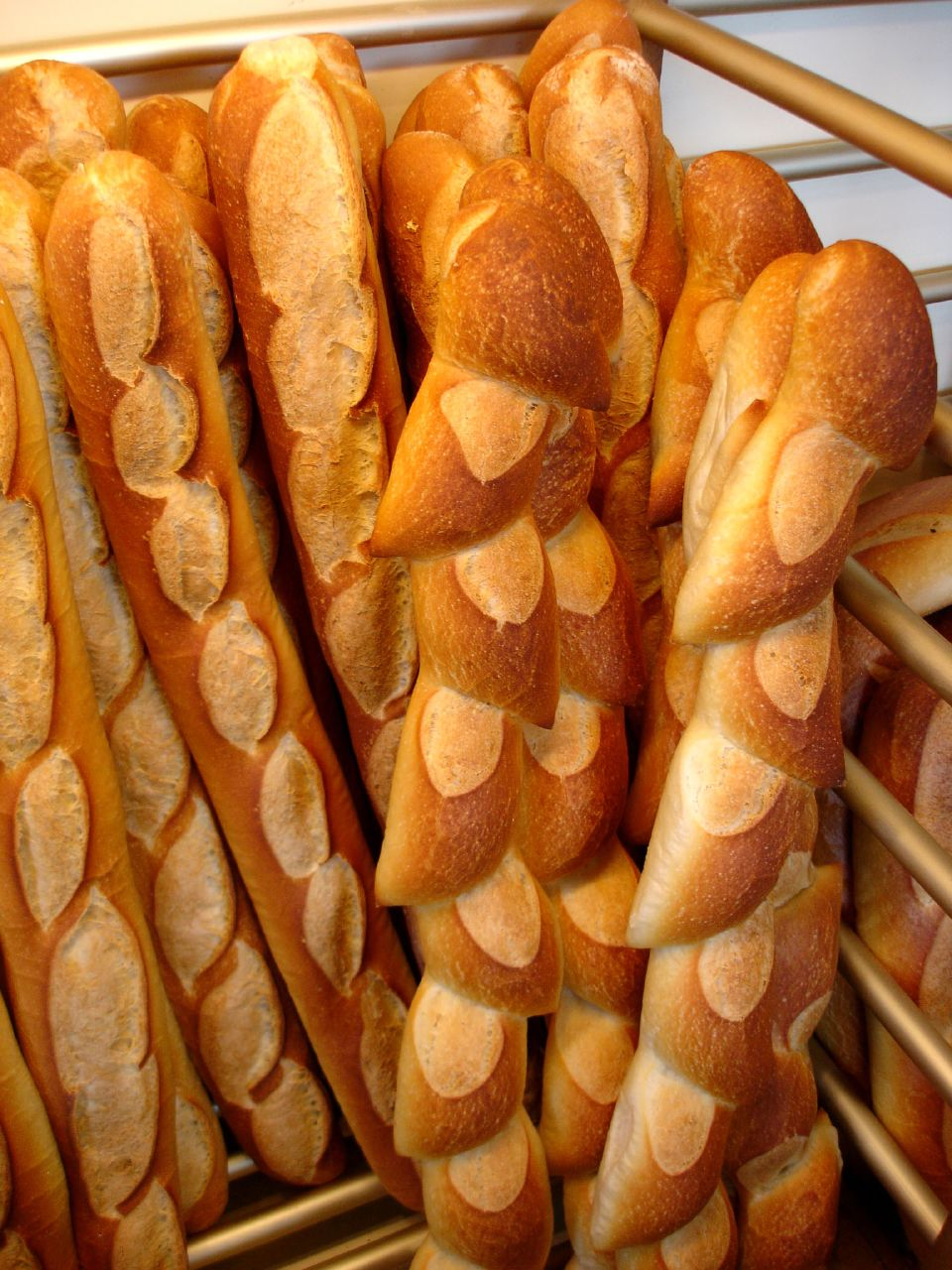
フランスパン。バゲット（左）とエピ（右）。

フランスパンとは、フランス発祥のパンの日本での総称。狭義では小麦粉・塩・水・イーストのみで作られる種類（特にバゲット、バタールなど棒状の堅焼きパン）を指し、広義では卵、牛乳、バターなどを使用するものを含む。
フランス語ではフランス発祥のパン全体を意味する用語はないが、棒状の堅焼きパンをパン・トラディショネル（pain traditionnel）と呼び、それ以外はパン・ファンテジー、パン・スペシオ、ヴィエノワズリーに分けられる。一部のフランス語圏では総称としてパン・フランセ（pain français）と呼ぶ。
かつてのフランス領インドシナにあたるベトナム、ラオス、カンボジアなどの地域でも普及している。

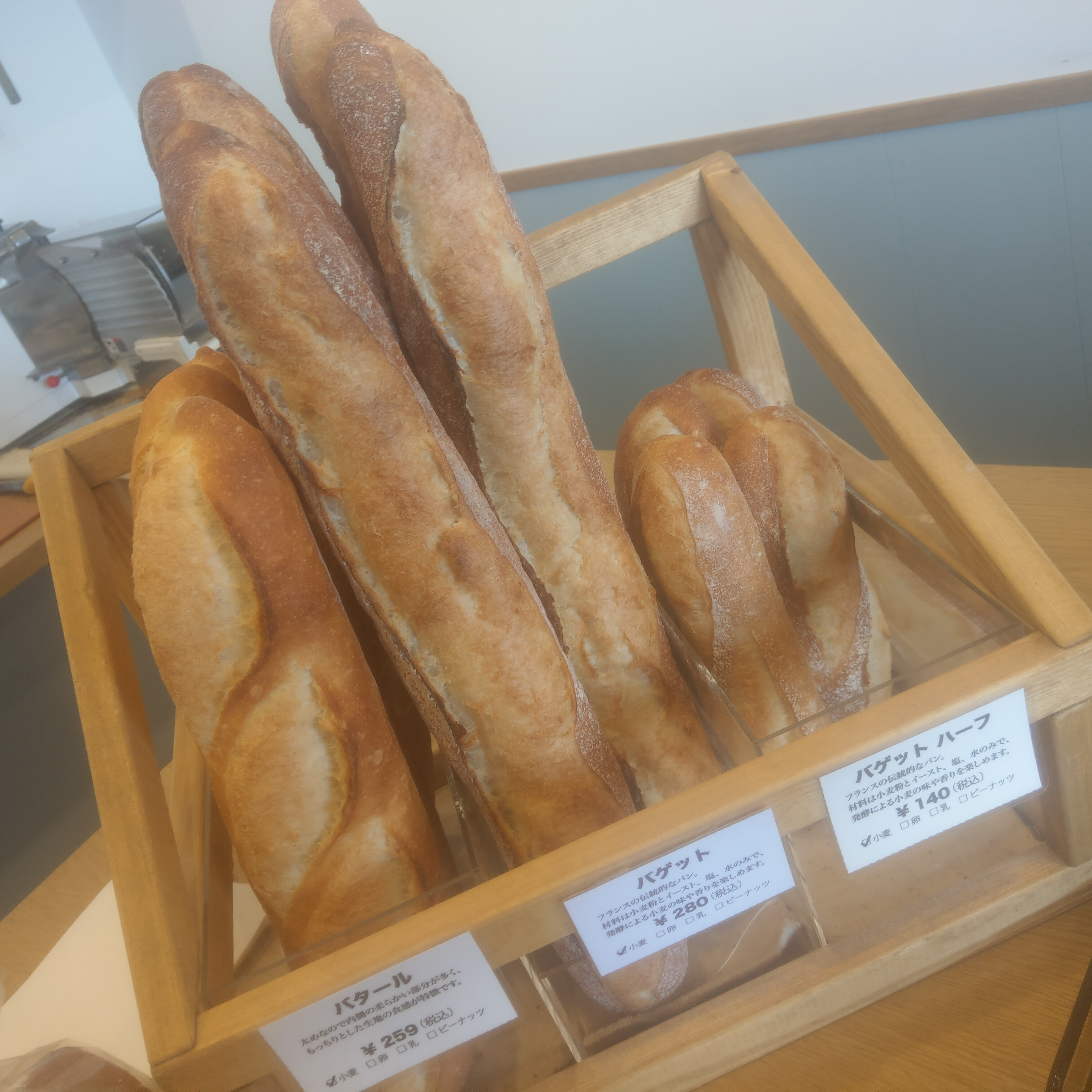
バゲットとバタール

## 特徴

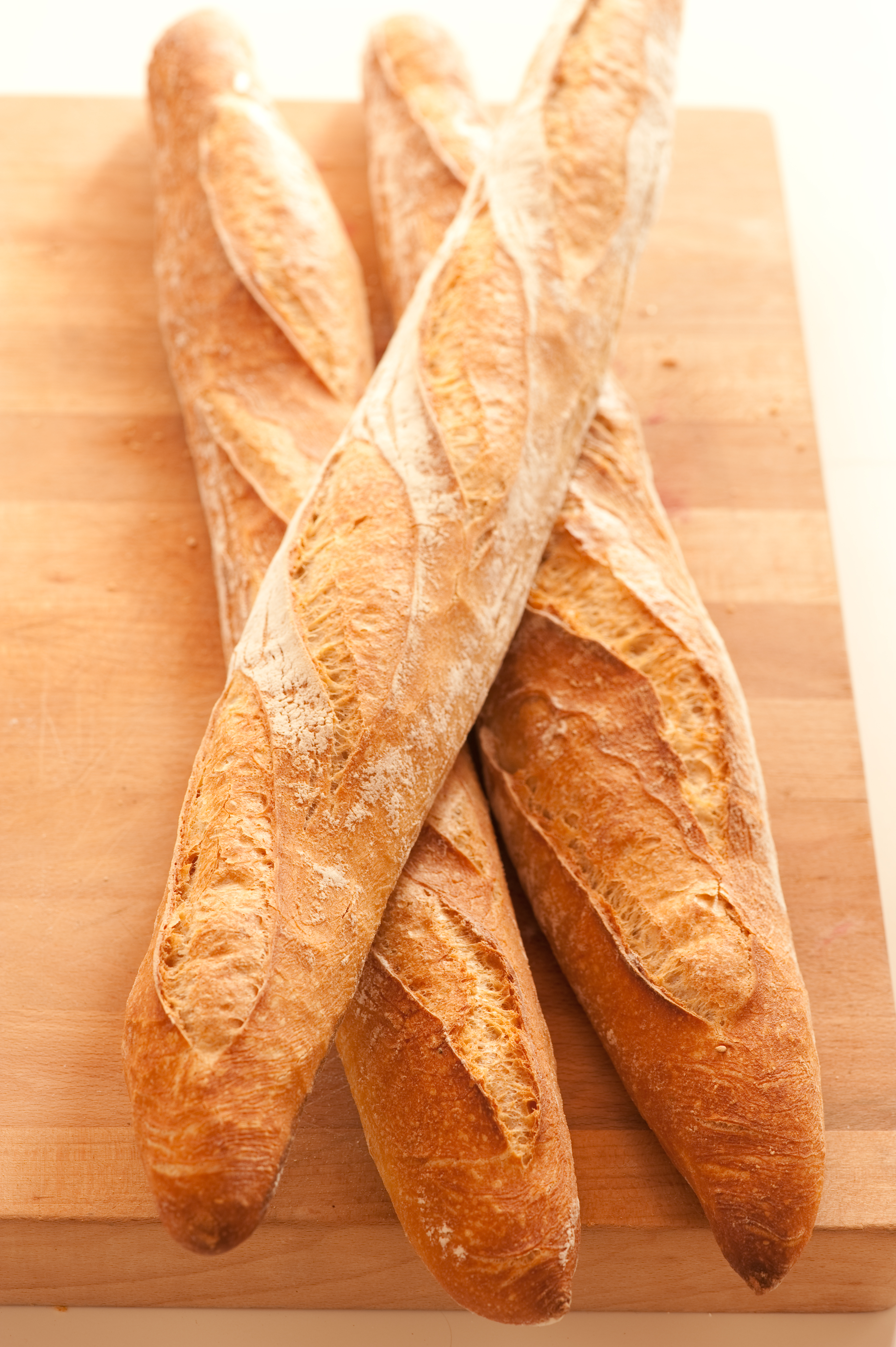
バゲット

フランスパンは、その硬さが大きな特徴である。基本的に生地には砂糖を使わないため、フランスパンはその片端だけを手に持ってもパンが中折れしないほどの硬度がある。英語で「クラスト」（crust）と呼ばれる外皮部分は煎餅のようにパリパリしており、フランスパンの独特の食感と香りを生み出している。また、卵、乳製品、油類などの副材料を使わないのも特徴であり、それゆえに作り手の技術が味を左右するため、フランスパン作りはパン職人になる上での難関であるともいわれる。
硬く香りのよい外皮部分に比べ、「クラム」（crumb）と呼ばれる中身はやわらかい食感となっている。同じ生地・同じオーブンで作っても、バゲットは細長く皮の部分が多いために皮のパリパリ感や香りを重視する人に向き、丸いブールは中身が多く柔らかなパンを好む人あるいはサンドイッチに向き、バタールはバゲットより太いがブールのようには丸くないのでその中間である。
バゲット、バタール、ブール、パン・ド・カンパーニュ、シャンピニオン、エピ、クーペなどに代表される、いわゆるフランスパンは基本的に材料は小麦粉・パン酵母・塩・水・モルトだけで作る。他のパンのように砂糖やバター、卵、乳製品、油類などは加えず単純な材料のみで作る。小麦粉と塩と水だけではパン酵母の発酵がうまくいかないので、小麦粉のデンプンをモルトが糖化して酵母による発酵が進む。パン・ド・カンパーニュなどではライ麦粉も加える（家庭で作るときは、モルトの代わりに少量の砂糖を入れることはある）。ベトナムでは、生地に米粉を加える。
フランスパンに使われる小麦粉は、一般のパンに使われる強力粉ではなく、グルテンが少なめの準強力粉もしくは中力粉である。発酵後、オーブンに入れる直前に生地に剃刀あるいはクープナイフで斜めに切れ込みを入れ、焼きあがる過程で独特の亀裂が広がった形状になる。この広がった亀裂をクープという。しかし、プロが使う大きいオーブンならともかく、家庭用の小さいオーブンではクープがきれいに広がったパンを焼くことは難しい。また、バゲットなどでは気泡が大小不ぞろいで荒いものが良いとされるが、これは職人でも難しい技術である。
フランスと違い日本においては「もちもちした食感」のパンが好まれるため、大手パンメーカーが市販するフランスパンはグルテンの強い小麦素材を使用しながらグルテンの粘り気を利かせた製法を用いており、食感が「本家」のフランスパンよりももちもちして弾力の強いものとなっている。それゆえ、おおむね日本大手メーカーで大量生産されるフランスパン（特にソフトフランスと銘うって売られているもの）は、フランス国内で食されるフランスパンとはまるで食感が異なり、外観こそバタールやパリジャンに似ているが、皮は柔らかく中身は噛み応えの強いものになっている。
なお、フランスのパンにはブリオッシュやヴィエノワーズなど甘い味付けの菓子パンもあるが、日本で「フランスパン」という場合、これらは含まないのが一般的である。

## 歴史

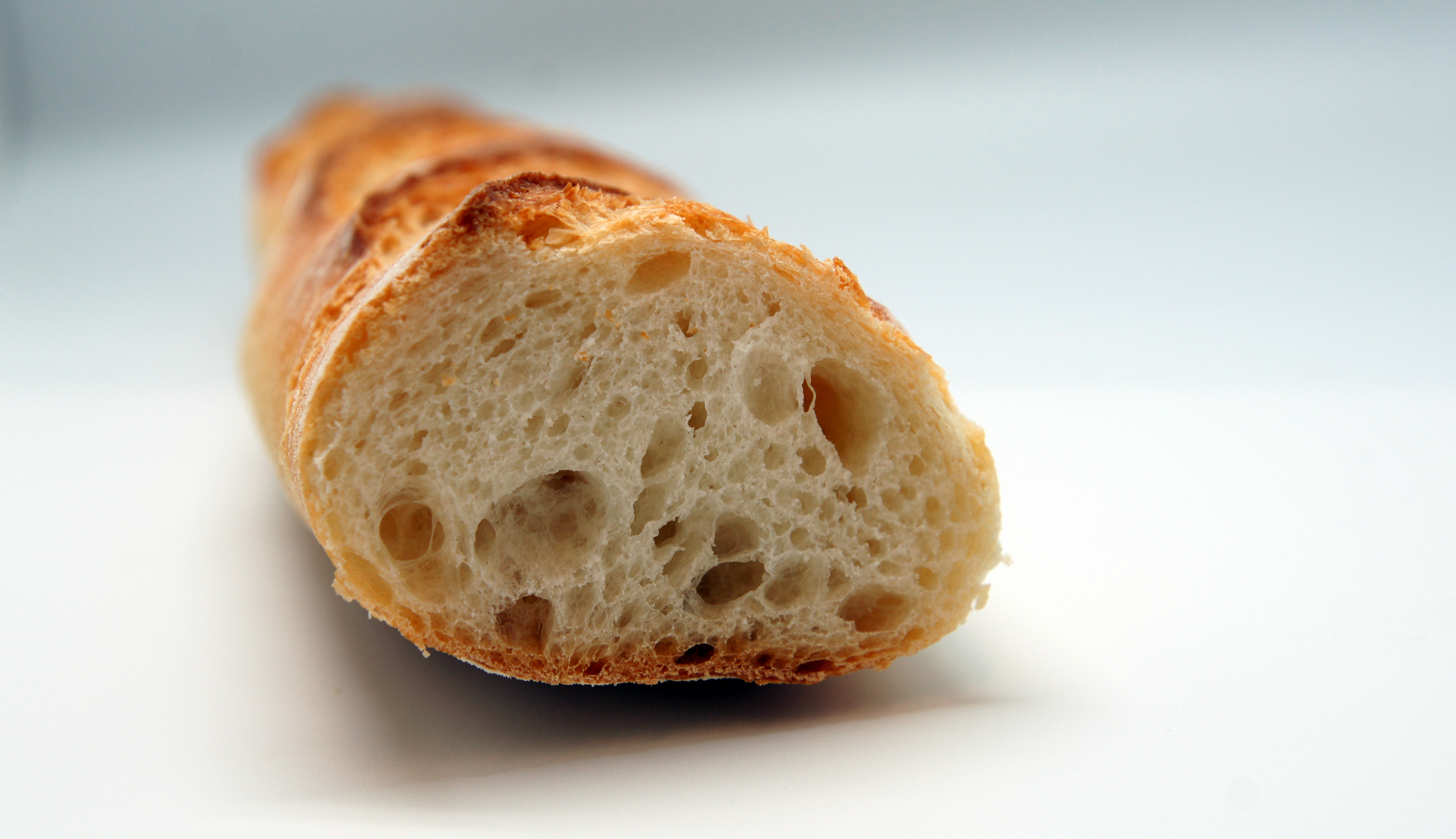
切り分けたフランスパン

元来、フランスでは土壌や気候の関係から、生産される小麦はグルテンの乏しいものが主であり、他国のパンのようにふっくらとしたものを作ることが難しかった。そのため、フランスでは粘り気の少ない生地を使ってのパン作りが求められ、結果として硬い外皮とサクサクした中身を持つ独特のパンが生まれた。
元々、フランスパンはイースト菌のようなパン酵母を用いず、生地を一度に混ぜて直火焼きしたものであったため、焼き色は現在のようなキツネ色ではなくうす焦げたものであり、購入者が盛り付けの直前に焦げをナイフかヤスリのようなもので削って捨てる習慣があった。フランスパンが現在のような形になったのは19世紀頃で、酵母菌や製粉技術などの向上により、この頃から今日見られる多彩なフランスパンが作られるようになった。
もっとも知られるフランスパンであるバゲットが普及したのは、20世紀になってからである。これは1920年代に法規制により、パン職人が午後10時から午前4時までの間は働くことを禁じられたため、朝食までに従来の丸いパンを焼き上げることが困難となり、製造時間を短縮できる細長い形が一般的になったとされる。これに対して、NHKの番組『チコちゃんに叱られる!』では、日本人パン職人の話として、法規制による説明は翻訳の誤りではないかと否定し、代わりに、市場労働者に向けてサンドイッチを効率よく作成するのに適した形状をパン屋が追究した結果、細長い形状を考えついたとの見解を紹介した。
日本には、明治初頭に製法が伝えられた。1872年（明治5年）、築地精養軒ホテルの開業に伴って初代料理長として招かれたスイス人のカール・ヘスは、1874年（明治7年）に独立して築地にあった外国人居留地でフランスパンと清涼飲料水の店「チャリ舎」を開業する。この店は主に在留外国人が利用した。また、1888年（明治21年）には東京市小石川区関口台町にあった聖母仏語学校（カトリック関口教会の前身）に製パン部が開業する。聖母仏語学校に勤めていたカトリック教会司祭のジャン・ピエール・レイは、教会経営の孤児院の子どもたちに授ける職業訓練を文化的なものにしたいと願った。レイはフランスパンの製法を最適な訓練と考え、孤児たちから長尾鉀二を選び、仏領インドシナに修行に出させた。この試みは実を結び、一般にも向けた本格的なフランスパンの製造・販売を開始した。これが、後の関口フランスパン（1914年〈大正3年〉創業）である。さらに、京都からは進々堂の創業者の続木斉が日本人最初のパン留学生として1924年（大正13年）に渡仏し、2年あまりパリでパンの理論・実技を学んで帰国後に本格的なフランスパンを製造・販売した。
1954年（昭和29年）、元フランス国立製粉学校教授のレイモン・カルヴェルによる実演が行われ、1965年（昭和40年）に彼の弟子にしてパン職人のフィリップ・ビゴによる作り方の実演が行われて以降、普及した。カルヴェルはビゴを日本でパンの普及に努めるようにと派遣し、現在の日本のパンの基礎をつくった。日本人では唯一、福盛パン研究所の福盛幸一が渡仏してカルヴェルの弟子になり、現在もパンの普及に寄与している。

## 種類

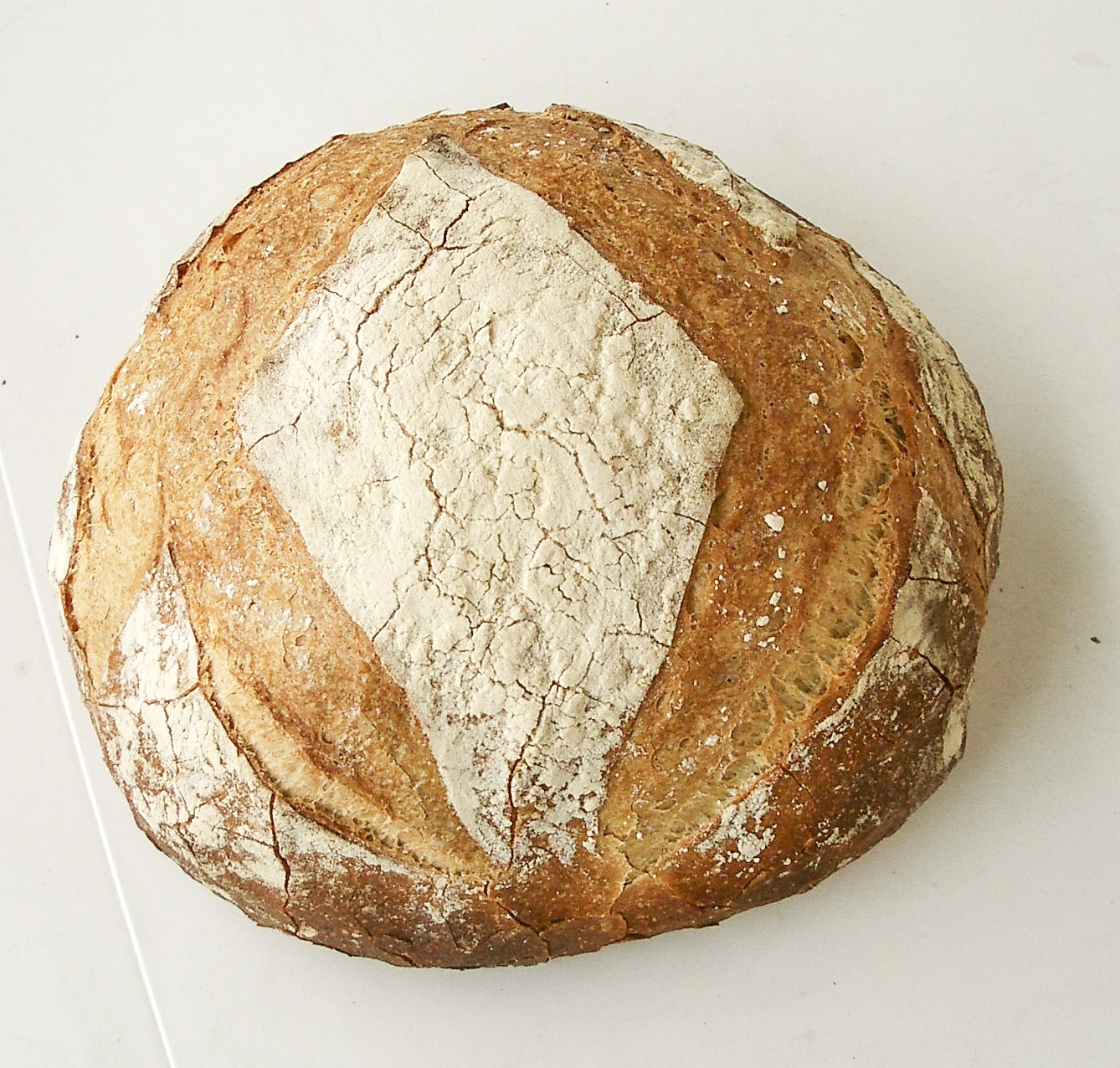
パン・ド・カンパーニュはラグビーボール型のほか、ブールの形に作られることもある。

同じくパン・トラディショネルを使ったパンでも、形や大きさにより名前が違う。
バゲット（baguette 杖、棒）
細めの棒状パン。重さ300gから400g前後、長さ70cmから80cm前後。
プティ・パン（petits pains 小さいパン）
細めの棒状パン。小さめのバゲット。長さ12cm前後。
バタール（bâtard 折衷の）
バゲットとパリジャンの中間に位置する。重さ300g・長さ40cmから50cm前後。
パリジャン（Parisien パリっ子）
重さ400g・長さ68cm前後と太めの棒状パン。山崎製パンのフランスパンの製品名にもなっている。
ドゥ・リーヴル（deux livres 2リーブル）
太長のパンで重量感がある。重さ850g・長さ55cm前後。
パン・コンプレ（Pain complet）
全粒粉を使った全粒粉パン。
フリュート（flûte 楽器のフルート）
バゲットより細長く、フルートのよう。重さ200gから250g前後、長さ50cmから60cm前後。
フィセル（ficelle 紐）
紐のように細い。重さ120gから150g前後、長さ30cm。
ブール（boule 玉、ボール）
ボール状の中型パン。重さ約280g。フランス語の「ブーランジュリー（パン屋）」の語源となっている。
パン・ド・カンパーニュ（pain de campagne 田舎のパン）
ラグビーボール状のパン。以前田舎では共同の釜で一家がしばらく食べられるように大きめに焼かれ、精製度の低い小麦粉を使うことが多い。ミーシュ（Miche）は概ね丸形。
リュスティク (Pain rustique)
パン・ド・ミー (pain de mie 中身のパン)
食パン
エピ（épi 穂）
バゲット、フリュートなどで深いクープ（切れ目）を入れ、麦の穂のような形の焼き上がりになるようにしたもの。
シャンピニョン（champignon マッシュルーム）
上に円形の「頭」がある、きのこ状のパン。重さ50g。
クープ
約20cmの紡錘形。焼成前にナイフで1本の長い切れ目（クープ, coupe）を入れる。ただし、フランスではこのような名で呼ばれるパンは一般には知られていない。
ファンデュ（fendu 双子または「スリットが入った」）
ブールの中央にくびれを入れたパン。クープと違い切れ目は入れない。
パン・オ・セーグル（seigle ライ麦）
ライ麦を入れたフランスパン。パン・オ・セーグル、パン・ド・メテイユ（半々）、パン・ド・セーグルとも呼ばれ、ライ麦の配合比率によって名称が違い、記述されている順にライ麦が多い。
パン・オ・ルヴァン (pain au levain)
伝統的なパン種 (levain) によって発酵熟成されたフランスパン。
クロワッサン（croissant 三日月）
日本では生地に砂糖が使われるため、フランスパンというよりも菓子パンとしてのイメージが強い。
パン・ブリエ (Pain brié)
ノルマンディー地方などで作られ、よく捏ねて航海用に水分を少なくする。ブリエ（brié）は古ノルマン語のブリエ（brier、捏ねる）から。
フーガス (fougasse)
プロヴァンス地方の比較的平たいパンで、麦の穂、木の葉などの形をしている。
ソシス（saucisse, ソーセージ）
ショリゾ（Chorozo, 元々スペイン産の辛いソーセージ入り）、グランド・ソシス（Grande saucisse, 大きなソーセージ入り）など

## クープ
種類ごとのクープ（切れ目）の数
- バゲット - 6〜7本
- バタール - 3〜4本
- ドゥリーヴル - 3本
- パリジャン - 5〜6本
- フィセル - 3〜4本
- フルート - 5〜6本
- ブール - 十字
- クーペ - 1本

## 製造例

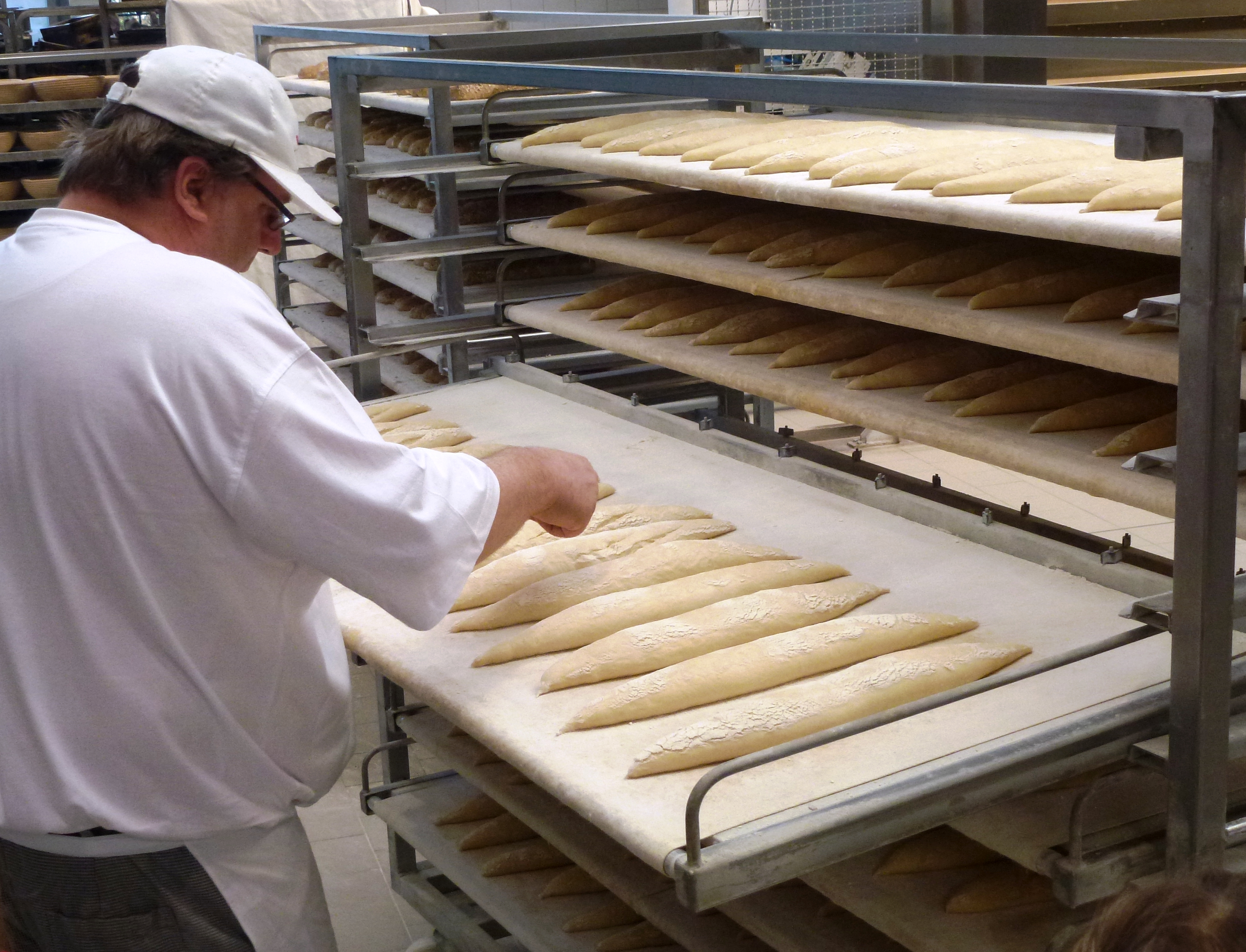
バゲットの準備

小麦粉（準強力粉または相当品）、ドライイースト、食塩、モルトエキス、ビタミンC、水。
⇒ミキシング（スパイラルミキサー　L4"-M3"　捏ね上げ温度24℃） ⇒ 一次発酵（120分） ⇒ パンチ（ガス抜き） ⇒ 二次発酵（60分） ⇒ 分割 ⇒ ベンチタイム ⇒ 成型 ⇒ ホイロ発酵 ⇒ 霧吹きで水を掛ける ⇒ 蒸気焼成（220度25分）
※発酵・ホイロは温度28℃・湿度75%

## 利用
- フランスのサンドイッチは主にバゲットサンドである[18]。バゲットなどをサンドイッチとして使うには、日本では縦方向に切れ目を入れて具材をはさむのが一般的だが、輪切りにした上に具材を乗せることもある。
- オニオンスープには、おおむねフランスパンが用いられている。
- 日本ではガーリックトーストによく使われるほか、マーガリンと合わせてペースト状にした辛子明太子を塗った「明太フランス」、チーズやベーコン他様々な食材を仕込んで調理パンとしたもの、クリームや餡を挟んで菓子パンとしたものがパン屋でよく売られている。
- フランス人を夫に持つ漫画家の大場ももによれば、バゲットの端の方を食べようと切り分けることは、フランスではとても失礼にあたるという[19]。しかし一方、フランスでは、バゲットを買ったらすぐに先端を食べるのは珍しくない、との言説もある[20]。